# A lyga (2025)
Ten artykuł dotyczy trwającego lub niedawnego wydarzenia sportowego. Informacje w nim zamieszczone mogą się zmienić lub zdezaktualizować wraz z postępem zdarzenia. Początkowe doniesienia, wyniki lub statystyki mogą być niepewne. Ostatnie aktualizacje do tego artykułu mogą nie odzwierciedlać najbardziej aktualnych informacji.
A lyga 2025 (znana jako TOPsport A lyga ze względów sponsorskich) jest 36. edycją najwyższej klasy rozgrywkowej piłki nożnej w Litwie.
Bierze w niej udział 10 drużyn, które w okresie od 28 lutego do listopada 2025 rozegrają 36 kolejek meczów. Sezon zakończy baraż o A lyga.
Obrońcą tytułu jest drużyna Žalgiris Wilno.

## Uczestniczące drużyny
| Uczestnicy poprzedniej edycji | Uczestnicy poprzedniej edycji | Uczestnicy poprzedniej edycji | Uczestnicy poprzedniej edycji |
| --- | ----------------------------- | ----------------------------- | ----------------------------- |
| ŽAL | Žalgiris Wilno                | Wilno                         | 1                             |
| HEG | FC Hegelmann                  | Kowno                         | 2                             |
| KAU | Žalgiris Kowno                | Kowno                         | 3                             |
| DFK | DFK Dainava                   | Olita                         | 4                             |
| BAN | Banga Gorżdy                  | Gorżdy                        | 5                             |
| DZI | Džiugas Telsze                | Telsze                        | 6                             |
| SIA | FA Šiauliai                   | Szawle                        | 7                             |
| PAN | FK Poniewież                  | Poniewież                     | 8                             |
| po barażach |                               |                               |                               |
| SŪD | Sūduva Mariampol              | Mariampol                     | 9                             |
| Awans z LFF I lyga |                               |                               |                               |
| RIT | FK Riteriai                   | Wilno                         | 1                             |
| Oznaczenia: - kolumna pierwsza – skróty nazw drużyn, - kolumna trzecia – siedziba klubu, - kolumna czwarta – miejsce zajęte w poprzednim sezonie. |                               |                               |                               |

## Tabela
| Lp. | Drużyna        | M  | Z  | R | P  | B+ | B– | +/– | Pkt | Kwalifikacja lub spadek                        |
| --- | -------------- | -- | -- | - | -- | -- | -- | --- | --- | ---------------------------------------------- |
| 1   | Kauno Žalgiris | 22 | 16 | 4 | 2  | 45 | 12 | +33 | 52  | Liga Mistrzów UEFA • I runda kwalifikacyjna    |
| 2   | Hegelmann      | 24 | 16 | 1 | 7  | 40 | 29 | +11 | 49  | Liga Konferencji UEFA • I runda kwalifikacyjna |
| 3   | Sūduva         | 24 | 11 | 9 | 4  | 35 | 23 | +12 | 42  | Liga Konferencji UEFA • I runda kwalifikacyjna |
| 4   | Šiauliai       | 24 | 10 | 6 | 8  | 38 | 33 | +5  | 36  |                                                |
| 5   | Žalgiris       | 24 | 9  | 8 | 7  | 32 | 29 | +3  | 35  |                                                |
| 6   | Džiugas        | 25 | 10 | 4 | 11 | 22 | 26 | −4  | 34  |                                                |
| 7   | Panevėžys      | 24 | 9  | 4 | 11 | 35 | 33 | +2  | 31  |                                                |
| 8   | Banga          | 24 | 8  | 4 | 12 | 20 | 26 | −6  | 28  |                                                |
| 9   | Dainava        | 24 | 3  | 5 | 16 | 20 | 48 | −28 | 14  | baraż o A lyga                                 |
| 10  | Riteriai       | 25 | 3  | 5 | 17 | 26 | 54 | −28 | 14  | spadek do LFF I Lyga                           |

## Wyniki
| Gospodarz \ Gość | BAN | DAI | DZI | HEG | KAU | PAN | RIT | SIA | SUD | ZAL | BAN    | DAI    | DZI    | HEG    | KAU    | PAN    | RIT    | SIA    | SUD    | ZAL    |
| ---------------- | --- | --- | --- | --- | --- | --- | --- | --- | --- | --- | ------ | ------ | ------ | ------ | ------ | ------ | ------ | ------ | ------ | ------ |
| Banga            |     | 2–1 | 0–1 | 2–0 | 0–2 | 1–1 | 1–3 | 1–2 | 0–1 | 2–0 |        |        |        | 0–1    | 30 sie |        | 2–0    | 1–0    | 21 wrz | 13 wrz |
| Dainava          | 2–1 |     | 0–2 | 2–2 | 1–3 | 1–3 | 1–1 | 1–2 | 0–3 | 0–1 | 24 sie |        | 0–2    |        |        | 0–3    |        | 19 wrz | 2–2    |        |
| Džiugas          | 0–1 | 2–0 |     | 0–2 | 0–1 | 1–1 | 2–1 | 0–1 | 1–1 | 1–1 | 0–0    | 12 wrz |        | 0–1    | 1–2    |        |        | 31 sie |        |        |
| Hegelmann        | 2–0 | 3–2 | 1–0 |     | 1–2 | 2–1 | 2–1 | 1–0 | 0–2 | 2–1 |        | 0–1    |        |        |        | 3–1    | 3–0    | 5–2    |        | 24 sie |
| Kauno Žalgiris   | 0–1 | 4–0 | 1–2 | 3–1 |     | 3–0 | 3–1 | 3–0 | 0–0 | 3–0 |        | 3–0    | 21 wrz | 27 sie |        |        | 14 wrz |        | 10 sie |        |
| Panevėžys        | 1–1 | 2–0 | 0–1 | 3–0 | 0–2 |     | 3–0 | 1–3 | 2–0 | 2–4 | 20 sie |        | 0–1    | 20 wrz | 24 sie |        |        | 2–0    | 1–2    |        |
| Riteriai         | 1–2 | 0–2 | 0–1 | 2–4 | 0–0 | 3–1 |     | 1–0 | 3–4 | 3–3 |        | 31 sie | 22 sie |        | 1–5    | 1–3    |        | 0–2    |        | 19 wrz |
| Šiauliai         | 3–0 | 2–2 | 5–0 | 0–3 | 2–3 | 2–1 | 2–2 |     | 2–2 | 2–0 |        | 3–1    |        | 14 wrz | 20 sie |        |        |        | 22 sie | 2–2    |
| Sūduva           | 1–0 | 1–0 | 1–0 | 4–0 | 0–0 | 0–0 | 4–1 | 1–1 |     | 2–2 | 2–1    |        | 2–3    | 30 sie |        | 12 wrz | 0–0    |        |        |        |
| Žalgiris         | 1–1 | 1–1 | 2–1 | 0–1 | 0–0 | 2–3 | 2–0 | 0–0 | 3–0 |     | 1–0    | 20 sie | 2–0    |        | 1–2    | 31 sie | 2–1    |        | 1–0    |        |

## Najlepsi strzelcy
| Bramki | Strzelcy            | Drużyna        |
| ------ | ------------------- | -------------- |
| 10     | Milan Đokić         | Šiauliai       |
| 10     | Njoya Abdel Kader   | Hegelmann      |
| 9      | Eligijus Jankauskas | Šiauliai       |
| 8      | Amine Benchaib      | Kauno Žalgiris |
| 7      | Meinardas Mikulėnas | Riteriai       |
| 7      | Nauris Petkevičius  | Sūduva         |
| 7      | Oleksandr Kurtsev   | Džiugas        |
| 7      | Dejan Georgijević   | Kauno Žalgiris |

Stan na 2025-08-17. Źródło: .